# Alfons Dresen
Pour les articles homonymes, voir Dresen.
Alfons Fons Dresen, né le 24 juillet 1931 à Lierre en Belgique et mort le 27 août 2022 dans la même ville, est un footballeur international belge qui joue au poste de gardien de but.

## Biographie

### En club
Alfons Dresen s'affilie au Lierse SK en 1942 et fait ses débuts dans l'équipe première en 1948, à l'âge de dix-sept ans. Il devient le gardien de but titulaire de l'équipe première à partir de 1953 et est très vite reconnu comme l'un des meilleurs portiers du football belge. En 1957, un différend l'oppose au club car celui-ci le pointe injustement du doigt dans une affaire de corruption impliquant le Beerschot VAC et il refuse de jouer cette saison-là.
La saison suivante, il part pour Waterschei THOR où il joue pendant trois ans mais, à la suite d'un accident de voiture arrivé après son quatre-vingtième match de championnat, Dresen ne veut plus effectuer de déplacements aussi lointains. Il revient alors à Lierre en 1961 et s'engage comme joueur-entraîneur avec le Lyra, l'autre club de la ville qui évolue alors en troisième division.
Dresen raccroche les crampons en 1966, à l'âge de trente-cinq ans. Il présente la particularité d'être le gardien de but qui a inscrit le plus de buts avec un total de 24 buts, la plupart sur penalty mais aussi certains sur coup franc. Doté d'une force de frappe hors du commun il a notamment inscrit un coup franc depuis le rond central et, à une autre occasion, sur un coup de pied de réparation, Willem Schaap, le gardien du Racing de Malines s'est retourné les poignets en tentant d'arrêter le ballon avec lequel il a reculé dans son but. Au penalty suivant que Dresen s'apprêtait à tirer lors d'une rencontre plus tard dans la saison, le gardien de Daring CB s'est appuyé contre son poteau, refusant de défendre ses filets. L'intéressé s'exprime comme suit à ce sujet : « Je m'amuse le plus si j'ai moi-même l'occasion d'inscrire un but. Lorsqu'un penalty est sifflé, le public devient fou. Je fais un peu de théâtre. Je sors de mon but et traverse tout le terrain. En fait, je prends déjà mon élan en chemin. L'autre gardien me voit alors arriver sur lui et commence déjà à hésiter. Dès cet instant, tu as l'avantage sur lui. Je suis capable de frapper le ballon particulièrement fort, mes dégagements traversent tout le terrain. Donc je fais pareil lors d'un penalty : pas de savoir-faire particulier, juste un raisonnement rationnel. Tirer le plus fort possible. Je donne tout ce que j'ai ! Si le gardien la touche, il est mort. ».
Au total, il a disputé 182 matchs dans la plus haute division et marqué 12 buts. Parmi les gardiens de but, seul Philippe Vande Walle a inscrit un but de plus que lui au plus haut niveau.
Alfons Dresen épouse ensuite une carrière d'entraîneur successivement pour Heist, Ramsel, Looi Sport, Merchtem, Diest et enfin Lebbeke. Parallèlement, il est également enseignant au Vrij Technisch Instituut (nl) (VTI) de Lierre.

### En sélections nationales
Alfons Dresen a joué quatre fois pour les Diables Rouges, à deux reprises lors de la saison 1955-1956 et deux fois en 1956-1957, dont un éliminatoire pour la Coupe du monde 1958. En sélection nationale, il côtoie notamment son coéquipier en club Fons Van Brandt mais aussi d'autres grands du football belge tels que Rik Coppens, Vic Mees et Jef Jurion.
Celui qui est sans doute le meilleur de sa génération, au milieu des années 1950, manque néanmoins souvent les rassemblements de l'équipe nationale et ne compte au total que sept sélections pour quatre capes. Il est à l'époque en effet fonctionnaire à la Régie des Télégraphes et Téléphones (RTT) et, alors que le football n'est pas encore professionalisé, refuse d'utiliser ses jours de vacances annuelles pour les déplacements de l'équipe nationale.
Dresen a également disputé cinq rencontres en dix sélections pour les aspirants. Il joue son dernier match international le 23 avril 1960 face aux Pays-Bas (partage, 1-1).

## Statistiques

### En club
| Saison                | Club                  | Championnat           | Championnat | Championnat | Coupe(s) nationale(s) | Coupe(s) nationale(s) | Total | Total |
| Saison                | Club                  | Division              | M.          | B.          | M.                    | B.                    | M.    | B.    |
| 1948-1949             | Lierse SK             | Division 1B (D2)      | 29          | 0           | -                     | -                     | 29    | 0     |
| 1949-1950             | Lierse SK             | Division 1B (D2)      | 4           | 0           | -                     | -                     | 4     | 0     |
| 1950-1951             | Lierse SK             | Division 1B (D2)      | 25          | 5           | -                     | -                     | 25    | 5     |
| 1951-1952             | Lierse SK             | Division 1B (D2)      | 17          | 2           | -                     | -                     | 17    | 2     |
| 1952-1953             | Lierse SK             | Division 2            | 15          | 0           | -                     | -                     | 15    | 0     |
| 1953-1954             | Lierse SK             | Division 1            | 19          | 2           | -                     | -                     | 19    | 2     |
| 1954-1955             | Lierse SK             | Division 1            | 30          | 3           | 1                     | 0                     | 31    | 3     |
| 1955-1956             | Lierse SK             | Division 1            | 30          | 2           | 1                     | 0                     | 31    | 2     |
| 1956-1957             | Lierse SK             | Division 1            | 23          | 1           | -                     | -                     | 23    | 1     |
| 1957-1958             | Lierse SK             | Division 1            | -           | -           | -                     | -                     | 0     | 0     |
| Sous-total            | Sous-total            | Sous-total            | 192         | 15          | 2                     | 0                     | 194   | 15    |
| 1958-1959             | Waterschei THOR       | Division 1            | 30          | 0           | -                     | -                     | 30    | 0     |
| 1959-1960             | Waterschei THOR       | Division 1            | 30          | 3           | -                     | -                     | 30    | 3     |
| 1960-1961             | Waterschei THOR       | Division 1            | 20          | 1           | -                     | -                     | 20    | 1     |
| Sous-total            | Sous-total            | Sous-total            | 80          | 4           | -                     | -                     | 80    | 4     |
| 1961-1962             | KVV Lyra              | Division 3A           | 18          | 1           | -                     | -                     | 18    | 1     |
| 1962-1963             | KVV Lyra              | Division 3B           | 25          | 4           | -                     | -                     | 25    | 4     |
| 1963-1964             | KVV Lyra              | Division 3B           | 26          | 0           | -                     | -                     | 26    | 0     |
| 1964-1965             | KVV Lyra              | Division 3A           | 30          | 0           | -                     | -                     | 30    | 0     |
| 1965-1966             | KVV Lyra              | Division 3A           | 27          | 0           | -                     | -                     | 27    | 0     |
| Sous-total            | Sous-total            | Sous-total            | 126         | 5           | -                     | -                     | 126   | 5     |
| Total sur la carrière | Total sur la carrière | Total sur la carrière | 398         | 24          | 2                     | 0                     | 400   | 24    |

### En sélections nationales
| Saison                | Sélection             | Phases finales        | Phases finales | Phases finales | Éliminatoires CDM | Éliminatoires CDM | Matchs amicaux | Matchs amicaux | Total | Total |
| Saison                | Sélection             | Compétition           | M              | B              | M                 | B                 | M              | B              | M     | B     |
| --------------------- | --------------------- | --------------------- | -------------- | -------------- | ----------------- | ----------------- | -------------- | -------------- | ----- | ----- |
| 1955-1956             | Belgique aspirants    | -                     | -              | -              | -                 | -                 | 1              | 0              | 1     | 0     |
| 1958-1959             | Belgique aspirants    | -                     | -              | -              | -                 | -                 | 2              | 0              | 2     | 0     |
| 1959-1960             | Belgique aspirants    | -                     | -              | -              | -                 | -                 | 2              | 0              | 2     | 0     |
| Sous-total            | Sous-total            | Sous-total            | -              | -              | -                 | -                 | 5              | 0              | 5     | 0     |
| 1955-1956             | Belgique              | -                     | -              | -              | -                 | -                 | 2              | 0              | 2     | 0     |
| 1956-1957             | Belgique              | -                     | -              | -              | -                 | -                 | 2              | 0              | 2     | 0     |
| Sous-total            | Sous-total            | Sous-total            | -              | -              | -                 | -                 | 4              | 0              | 4     | 0     |
| Total sur la carrière | Total sur la carrière | Total sur la carrière | -              | -              | -                 | -                 | 9              | 0              | 9     | 0     |

### Matchs internationaux
| Matchs internationaux d'Alfons Dresen | Matchs internationaux d'Alfons Dresen | Matchs internationaux d'Alfons Dresen                | Matchs internationaux d'Alfons Dresen | Matchs internationaux d'Alfons Dresen | Matchs internationaux d'Alfons Dresen   | Matchs internationaux d'Alfons Dresen | Matchs internationaux d'Alfons Dresen |
| #                                     | Date                                  | Lieu                                                 | Adversaire                            | Résultat                              | Compétition                             | Club                                  | Notes                                 |
| ------------------------------------- | ------------------------------------- | ---------------------------------------------------- | ------------------------------------- | ------------------------------------- | --------------------------------------- | ------------------------------------- | ------------------------------------- |
| 1                                     | 25 décembre 1955                      | Stade du Heysel, Bruxelles, Belgique                 | France                                | V 2 - 1                               | Match amical                            | Lierse SK                             | Titulaire.                            |
| 2                                     | 11 mars 1956                          | Stade du Heysel, Bruxelles, Belgique                 | Suisse                                | D 1 - 3                               | Match amical                            | Lierse SK                             | Titulaire.                            |
| 3                                     | 11 novembre 1956                      | Stade olympique Yves-du-Manoir, Colombes, France     | France                                | D 3 - 6                               | Éliminatoires de la Coupe du monde 1958 | Lierse SK                             | Titulaire.                            |
| 4                                     | 23 décembre 1956                      | Müngersdorfer Stadion, Cologne, Allemagne de l'Ouest | Allemagne de l'Ouest                  | D 1 - 4                               | Match amical                            | Lierse SK                             | Titulaire.                            |

| Matchs aspirants d'Alfons Dresen | Matchs aspirants d'Alfons Dresen | Matchs aspirants d'Alfons Dresen               | Matchs aspirants d'Alfons Dresen | Matchs aspirants d'Alfons Dresen | Matchs aspirants d'Alfons Dresen | Matchs aspirants d'Alfons Dresen | Matchs aspirants d'Alfons Dresen |
| #                                | Date                             | Lieu                                           | Adversaire                       | Résultat                         | Compétition                      | Club                             | Notes                            |
| -------------------------------- | -------------------------------- | ---------------------------------------------- | -------------------------------- | -------------------------------- | -------------------------------- | -------------------------------- | -------------------------------- |
| 1                                | 25 septembre 1955                | Stade Municipal, Luxembourg, Luxembourg        | Luxembourg                       | N 3 - 3                          | Match amical                     | Lierse SK                        | Titulaire.                       |
| 2                                | 28 septembre 1958                | Stade Municipal, Luxembourg, Luxembourg        | Luxembourg                       | N 2 - 2                          | Match amical                     | Lierse SK                        | Titulaire.                       |
| 3                                | 11 novembre 1958                 | Stade communal, Jambes, Belgique               | Luxembourg                       | V 3 - 2                          | Match amical                     | Lierse SK                        | Titulaire.                       |
| 4                                | 27 mars 1960                     | Stade de la Schützenwiese, Winterthour, Suisse | Suisse B                         | V 1 - 0                          | Match amical                     | Lierse SK                        | Titulaire.                       |
| 5                                | 23 avril 1960                    | Stadion De Kraal (nl), Venlo, Pays-Bas         | Pays-Bas B                       | N 1 - 1                          | Match amical                     | Lierse SK                        | Titulaire.                       |

## Palmarès

### En club
|  |  | Lierse SK - Championnat de Belgique de deuxième division : - Vice-champion : 1949, 1950 et 1953. |  | KVV Lyra - Championnat de Belgique de troisième division : - Vice-champion : 1964. |